# Кудакаєво
Кудакаєво, Кудакай, Алакаївка — історична місцевість міста Салават (Росія), зникле село древнього башкирського племені юрматинців на території Мелеузівського району (або Ішимбайського району — за Асфандіяровим). Знаходилося в районі сучасної вулиці Губкіна, де встановлено пам'ятник жителям Кудакаєва.

## Історія
Засновник села — Кудакай. Його сини Кулгільде в 1760–1823, Мінлігул в 1789–1848 роках проживали в рідному селі.
V ревізія 1795 року застала село Кудакаево з 54 мешканцями в 10 дворах. За IX ревізії 82 людини мешкало в 13 дворах.
1842 року аул Кудекай входив до 16-ї юрти сьомого башкирського кантону башкирсько-мішарського війська.
239 вітчинників та 43 будинки було тут в 1920 р.
1952 року село Кудакаєво входило до Нурдавлетівської сільради. Відстань до найближчої залізниці станції Зірган — 18 км, до центру сільради Верхньо-Юлдашева — 8.

## Економіка
Основна галузь господарства — скотарство — перебувала в глибокому занепаді. На 67 осіб при 12 дворах в середньому припадало по одному коню та корові. На всіх мали тільки 12 овець і 7 кіз. Бджільництво переживало такий же процес: 25 вуликів і 3 борті. Трохи більше чотирьох пудів хліба сіяли в селі в 1842 році.

## Пам'ять
У місті Салаваті, на перехресті вулиць Губкіна — Жовтнева, відкритий (2004) пам'ятник жителям Кудакаєва. На ньому написано (з північного-східного боку російською, з південно-східного — башкирською мовами):
 Село Кудакай була засноване в 60 -ті роки XVIII століття. Кудакаївці, захищаючи свободу і незалежність Росії, брали участь у Вітчизняній війні 1812 року, У Першій Світовій війні 1914 року,
у Великій Вітчизняній війні 1941–1945 років.— Пам'ятник мешканцям Кудакаєва
Пам'ятник виконаний з граніту. Територія навколо пам'ятника викладена тротуарною плиткою. Влаштовані квітники і «Альпійська гірка», на яких висаджуються квіти.
Про Кудакаєво, уродженцем села В. К. Азнагуловим, написана книга «Мить довжиною в два століття» (мовою оригіналу — «Мгновение длиною в два века»).